# خوزنکلا
خوزنکلا یا خوزنکلاء روستایی از توابع بخش آسارا  شهرستان کرج در استان البرز ایران است، فارسی با گویش بومی زبان ساکنین روستای خوزنکلا است.
این روستا در ۱۸ کیلومتری جاده چالوس قرار دارد و با عبور از جاده ای فرعی به طول ۸۰۰ متر به روستای خوزنکلا می‌رسیم. در بخش ابتدایی روستا باید از یک پل عبور کنیم که سال های دور بر روی رودخانه کرج ساخته شده‌است. البته ورود به این روستا به دلیل وسعت بسیار کم‌ مختص بومیان روستا می باشد، همچنین درخت تبریزی کنهسالی به قدمت ۴۵۰سال در ورودی روستا جلوه گری می‌کرد که سال ۱۳۹۹ به دلیل پوسیدگی و خطر سقوط بریده شد. این روستا در مسیر جاده قدیم‌ کرج چالوس بود که پس از احداث سد امیرکبیر، انتهای آن مسدود و به تاسیسات سد کرج میرسد. یک قصابی معروف و قدیمی به نام قصابی عمو رحمت و دو خواروبار فروشی تنها دکان های روستا هستند.   آ سید امید موسوی از ورزشکاران معروف کرج از این روستا بوده است. قدمت این روستا به حدود ۵۰۰ سال و به قبل از زمان ناصر الدین شاه می‌رسد که شاه ایران برای ییلاق با خدم و حشم عزم جاده چالوس می‌کرد تا در کاخ خود واقع در روستای شهرستانک اتراق نماید.
در چهار طرف روستای خوزنکلا رشته کوه‌های مختلفی قرار دارد که هر کدام به مسیر روستای دیگری می‌رسد.
چون این روستا در کنار رودخانه کرج واقع شده، از زمان‌های دور خطر سیل و طغیان رودخانه مردم آنرا تهدید کرده‌است. قدیمی‌های روستا می‌گویند این روستا تا کنون ۷ بار سیلاب عظیم را تجربه کرده‌است و شدت سیل به اندازه ای بوده که همهٔ خانه‌ها و احشام آنها را با خود می‌برده‌است و هر بار اهالی روستا مجبور می‌شده‌اند منازل جدید خود را در نقاط مرتفع تر بسازند اما به مرور زمان و پس از چندین دهه نبود سیل، دوباره مردم روستا تا کنار رودخانه به آبادانی پرداخته‌اند، تا اینکه باز سیل و طغیان رودخانه گریبانشان را گرفته‌است. پس از ساخت سد امیر کبیر بر روی رودخانه کرج در سال ۱۳۴۲ (که اولین سد چند منظوره در ایران بود) سیلاب مهار گردید.

## جمعیت
این روستا در دهستان آدران قرار دارد و براساس سرشماری مرکز آمار ایران در سال ۱۳۹۵، جمعیت آن ۷۵۳ نفر (۲۷۰خانوار) بوده‌است.

## نگاره‌ها

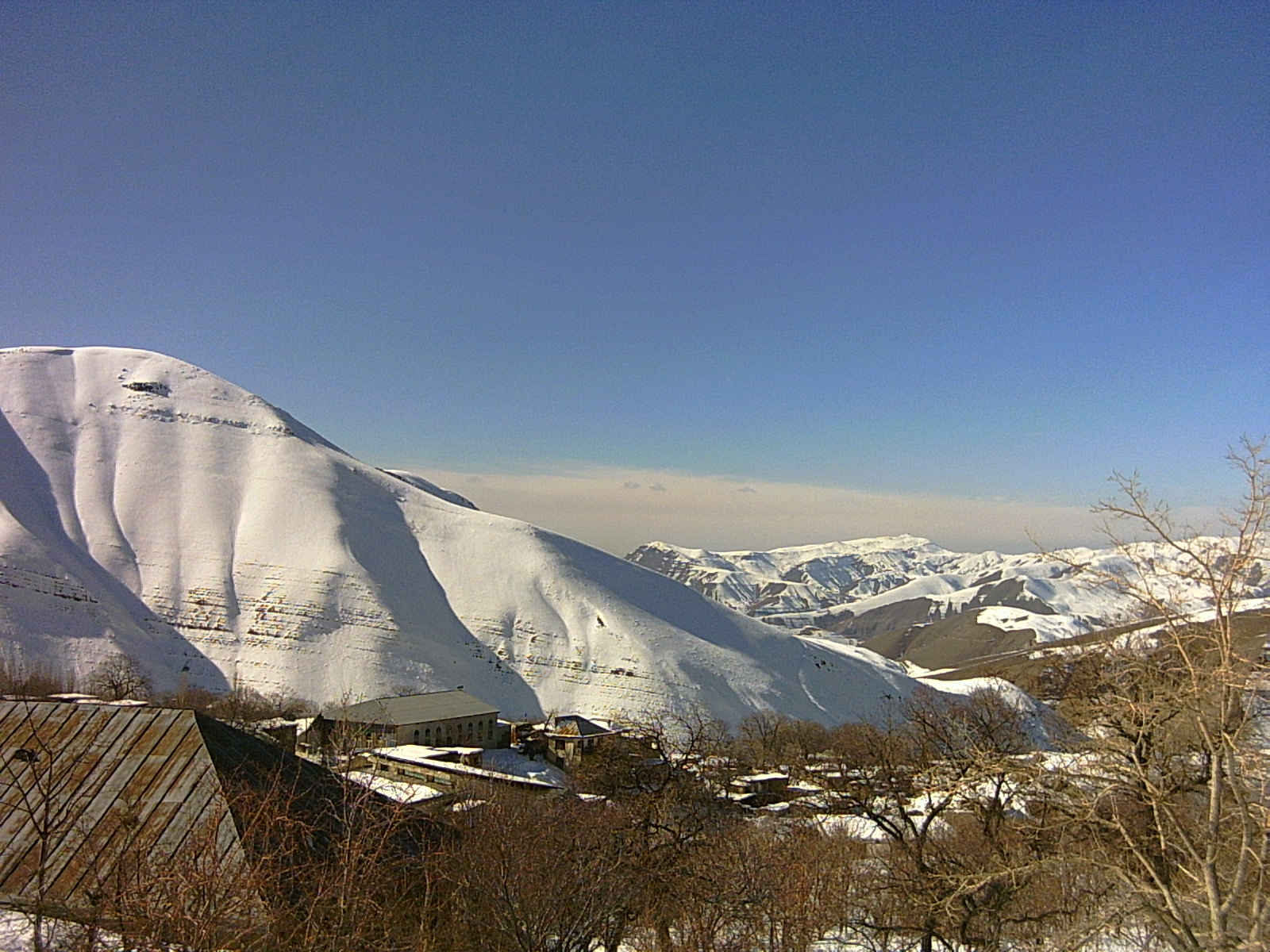
خوزنکلا، نزدیک پیست اسکی
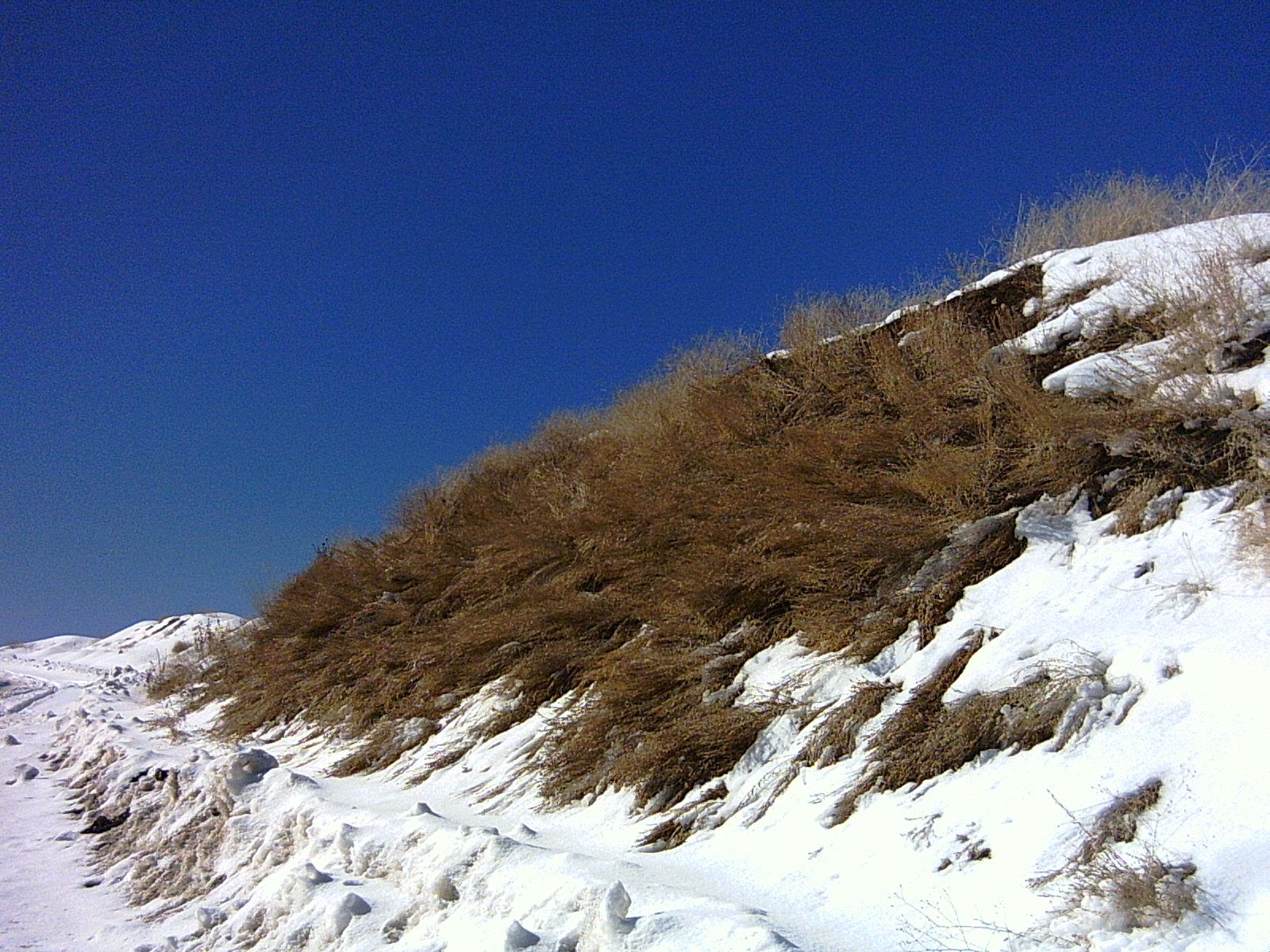
نزدیک پیست اسکی
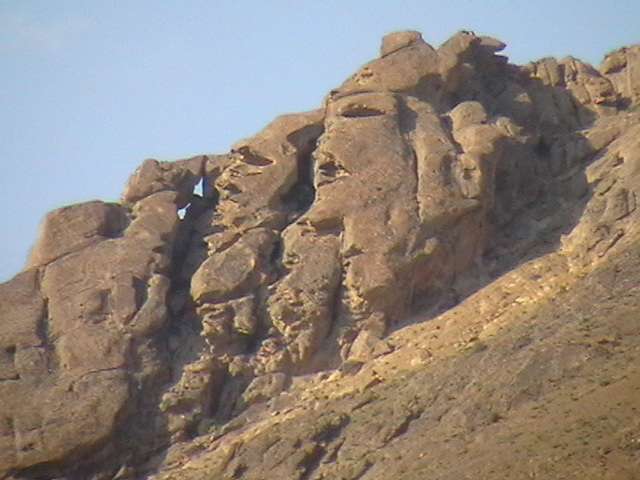
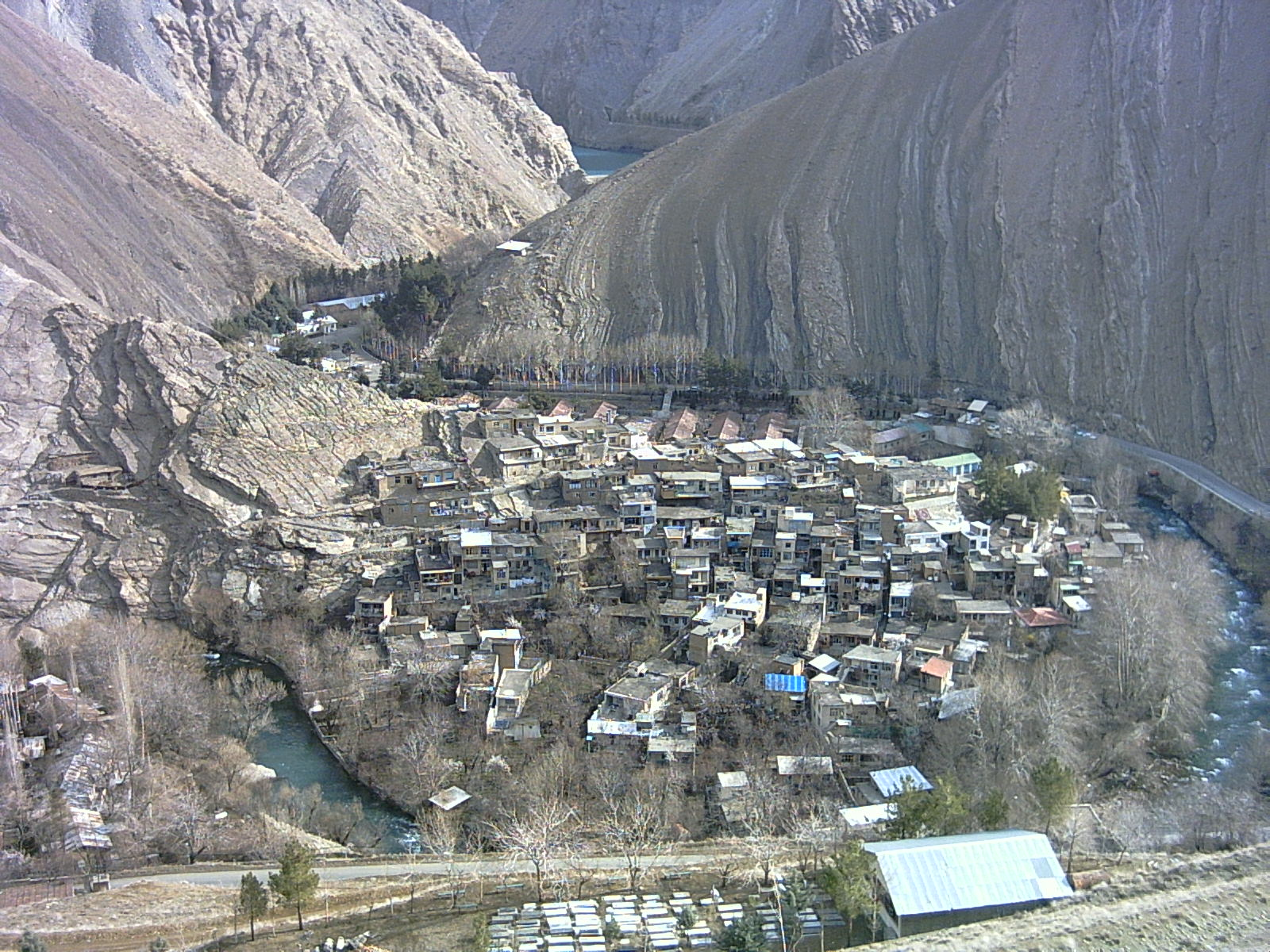
خوزنکلا، نزدیک سد امیرکبیر از زاویه جنوبی
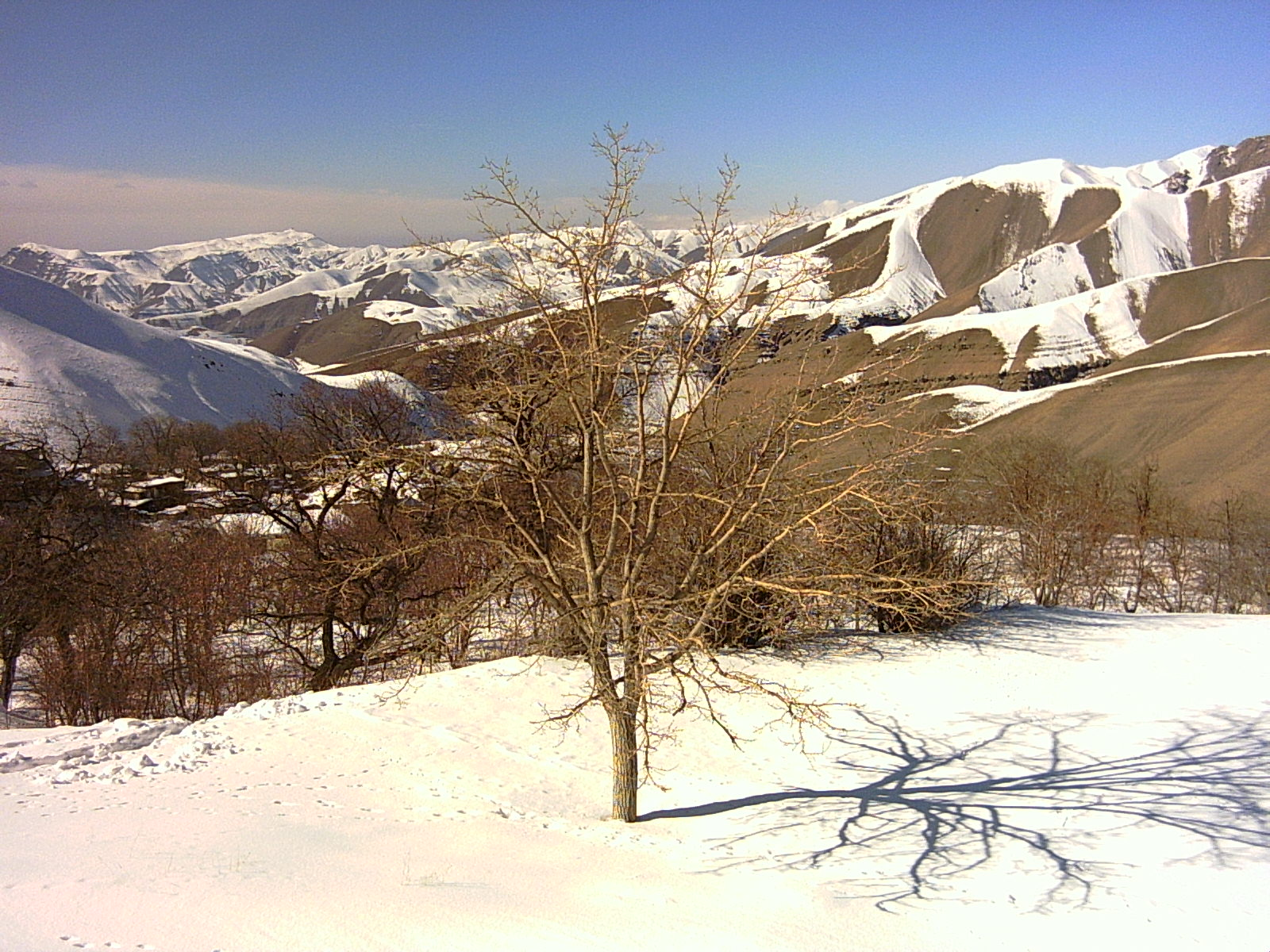
نزدیک پیست اسکی